# Sergio Litvak
Sergio Litvak Lijavetzky (* 17. Oktober 1927; † 15. Dezember 1987 oder 19. Juni 2001) war ein chilenischer Fußballspieler. Der Torwart nahm mit dem Olympiateam Chiles an den Olympischen Spielen 1952 in Helsinki teil.

## Karriere

### Verein
Sergio Litvak begann seine Karriere in Ecuador beim CS Emelec. 1952 kam der Torwart nach Chile zurück und spielte für den CD Universidad Católica. Sein größter Erfolg war der Gewinn der Meisterschaft 1954. Litvak gehört außerdem zu den Sportlern, die an der Universidad Católica Ingenieurswesen studiert haben.

### Nationalmannschaft
Sergio Litvak wurde für die Olympischen Sommerspiele 1952 in Helsinki nominiert. In der Vorrunde gegen Ägypten verlor die La Roja die Partie mit 4:5 und schied aus dem Turnier aus. Litvak kam nicht zum Einsatz.

## Erfolge
Universidad Católica
- Chilenischer Meister: 1954
- Meister der Segunda División: 1956